# Hochstraße Elbmarsch
Die Hochstraße Elbmarsch ist mit 4258 m die längste Straßenbrücke Deutschlands. Bis zum Bau der Eisenbahnüberführung Saale-Elster-Talbrücke war sie die längste Brücke Deutschlands.
Die in den Jahren 1971 bis 1974 gebaute Hochstraße ist Teil der Autobahn A 7 und liegt in Hamburg südlich vor dem Neuen Elbtunnel. Das Bauwerk mit bisher sechs Fahrstreifen führt über die Elbmarsch mit Industrie- und Hafenanlagen und besteht aus der eigentlichen 3840 m langen Hochstraße (K20) sowie der 418 m langen Hochstraßenrampe (K30). Die Hochstraße wurde auf eine mögliche Verbreiterung um einen weiteren Fahrstreifen je Fahrrichtung ausgelegt. Im Jahr 2022 begann die Verbreiterung mit einer voraussichtlichen Bauzeit von sechs Jahren, eines der größten Brückenmodernisierungsprojekte in Deutschland.

## Konstruktion
Die Autobahnüberführung besteht in den Regelbereichen aus zwei 17,75 m breiten und 2,10 m hohen Überbauten mit Stützweiten von 35 m. Die Überbauten haben einen Plattenbalkenquerschnitt mit vier nebeneinander liegenden Spannbetonfertigteilträgern. Diese Längsträger lagern in den Pfeilerachsen auf 1,1 m hohen und 2,0 m breiten Querbalken, unter welchen drei Rundstützen im Abstand von 6,6 m angeordnet sind. Die Stützen haben einen Durchmesser von 1,3 m und spannen in Bohrpfähle mit 1,5 m Schaftdurchmesser und 2,1 m Fußdurchmesser ein.

## Bauausführung
Die Hochstraße ist eine Mischkonstruktion. Die Unterbauten mit Querbalken und Stützen bestehen aus Ortbeton. Die ungefähr 1000 Längsträger wurden als Fertigteile mit ungefähr 110 t Gewicht in einer Feldfabrik produziert und mit einem extra konstruierten Montagegerät verlegt. Die Herstellung eines Trägers dauerte einen Tag, im Schnitt wurden im Monat 40 Träger gefertigt.

## Sanierung und Ausbau
Im Jahre 2012 wurde bekannt, dass die Pfeiler auf ganzer Streckenlänge ausgewechselt werden müssen. Diese Arbeiten sollten voraussichtlich in den Jahren 2020 bis 2030 erfolgen. Mittlerweile wird der Zustand als besser angesehen, sodass nur Reparaturen am Tragwerk und Erneuerungen von Regenabläufen, Fahrbahnbelag, Schutzplanken und den Metallkappen der Brückenränder anstehen. Gleichzeitig wird der Freiraum zwischen den Fahrbahnen für jeweils einen zusätzlichen Fahrstreifen pro Richtung genutzt werden, das heißt, es erfolgt ein Ausbau von sechs auf acht Fahrstreifen. Es bleibt jedoch immer noch ein Abstand von rund zwei Metern. Ab 2020 wurden die Arbeiten dafür begonnen. Es sind sechs Jahre Bauzeit vorgesehen.
Es ist eines der größten Brückenmodernisierungsprojekte in Deutschland.

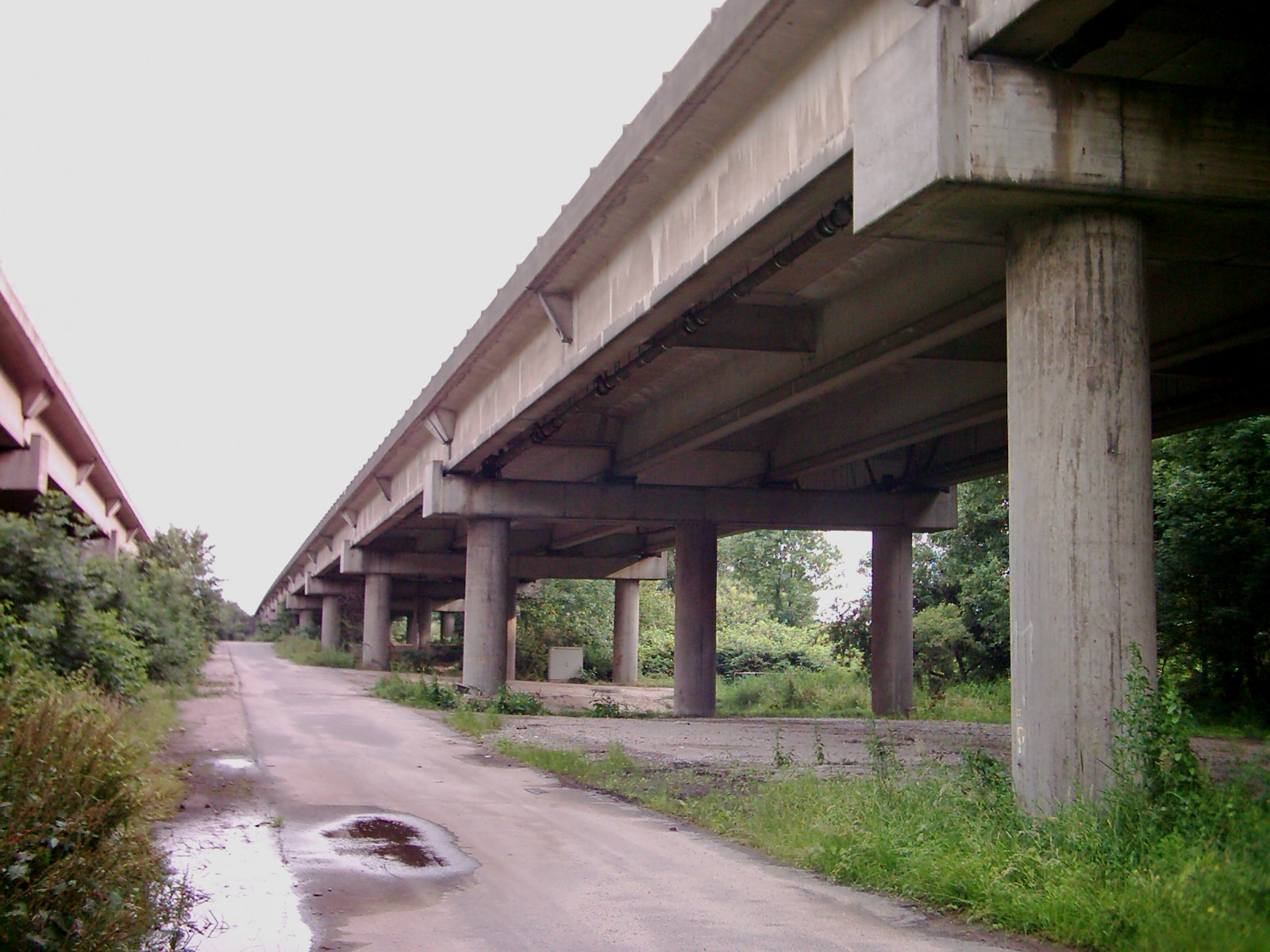
Zwischen den Fahrtrichtungen
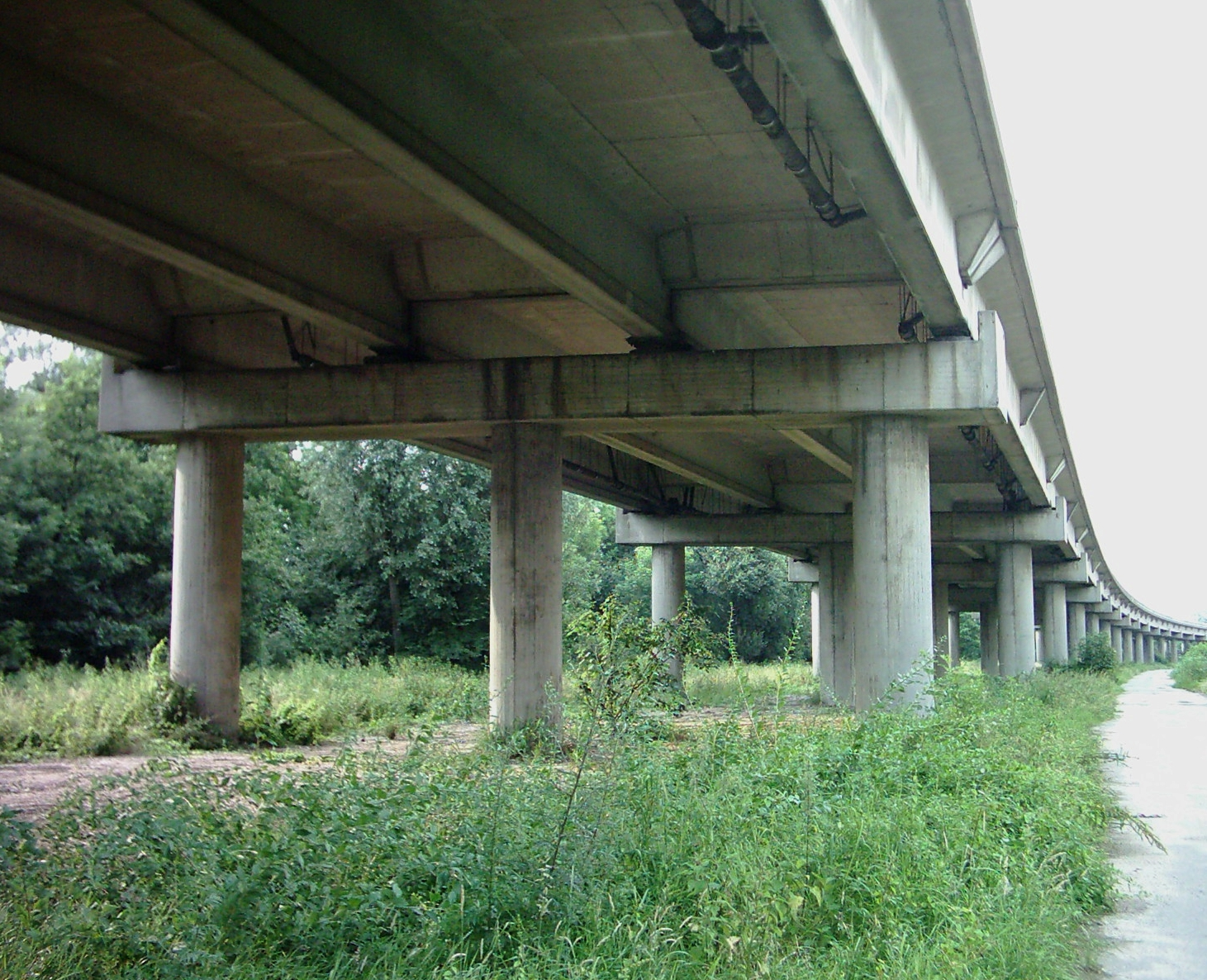
Detailaufnahme von unten